# Palmital (San Paolo)
Palmital è un comune del Brasile nello Stato di San Paolo, parte della mesoregione di Assis e della microregione omonima. La sua popolazione è di 21 186 abitanti in una superficie di 548 km². La sua altitudine è di 508 m. La sua economia è basata sull'agricoltura e l'allevamento del bestiame. Dal 1914 fino al 2002 era collegata a San Paolo con la ferrovia Sorocabana, attualmente abbandonata.

## Geografia

### Idrografia
- Rio Paranapanema
- Rio Pari
- Centrale idroelettrica Canoas II

## Religione
Il Cristianesimo è presente nel comune come segue:

### Cattolicesimo
La chiesa cattolica nel comune fa parte della Diocesi di Assis.

### Protestantesimo
In città sono presenti le credenze evangeliche più diverse, principalmente pentecostali, compresa la Chiesa Assemblee di Dio brasiliana (la più grande chiesa evangelica del paese), Chiesa Congregazione cristiana nel Brasile, tra gli altri. Queste denominazioni crescono sempre di più in tutto il Brasile.

## Galleria d'immagini

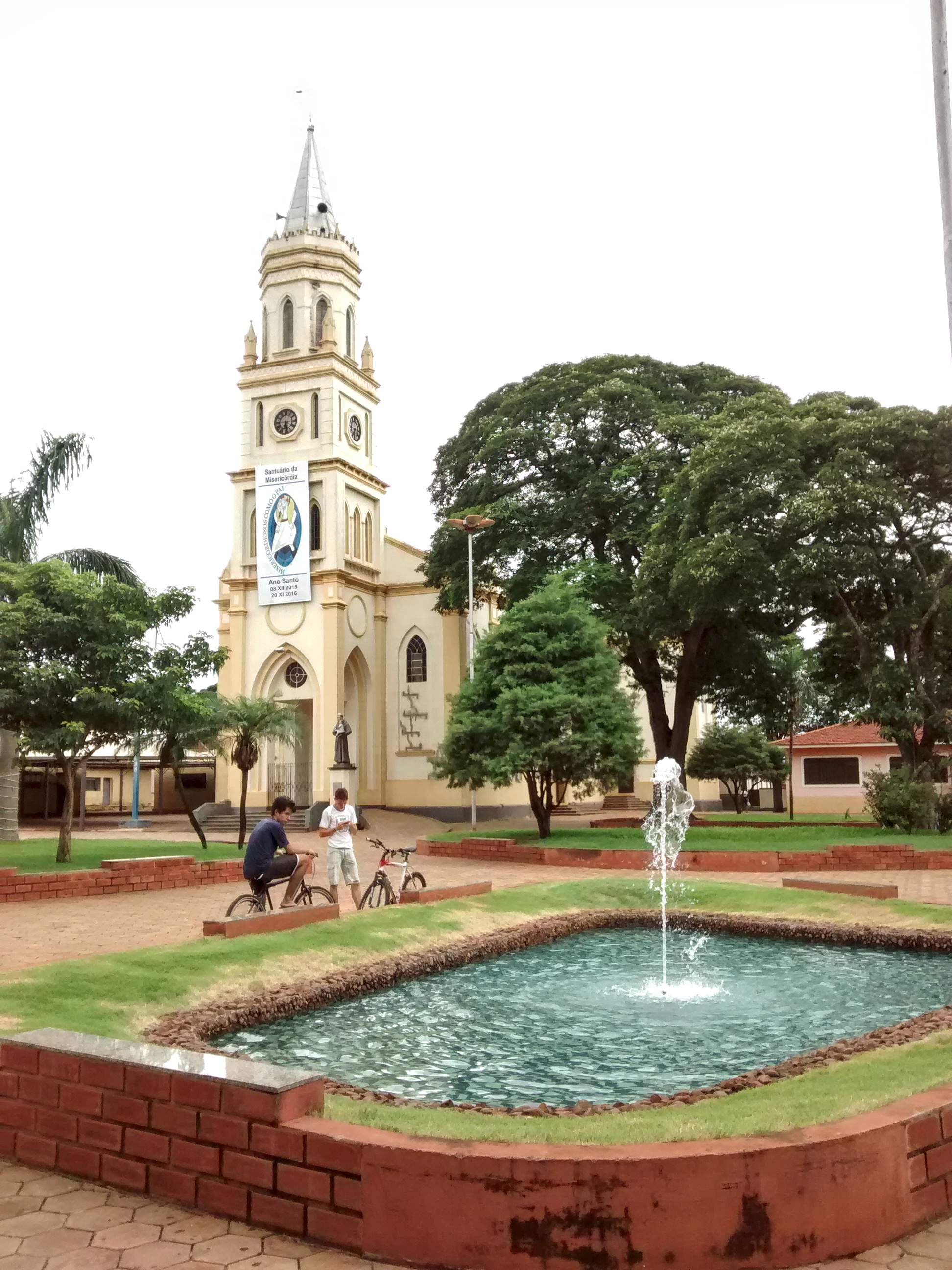
Igreja Santo Antônio
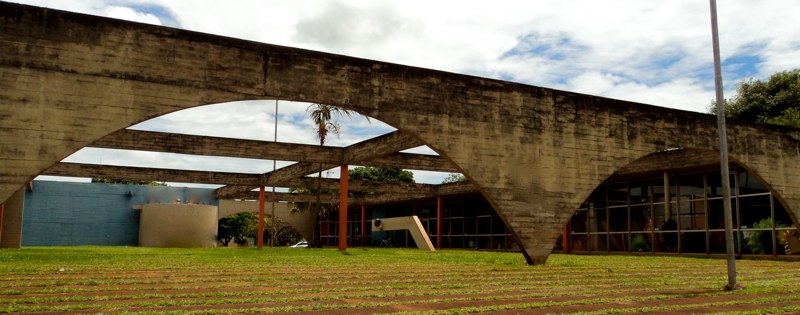
Centro culturale.
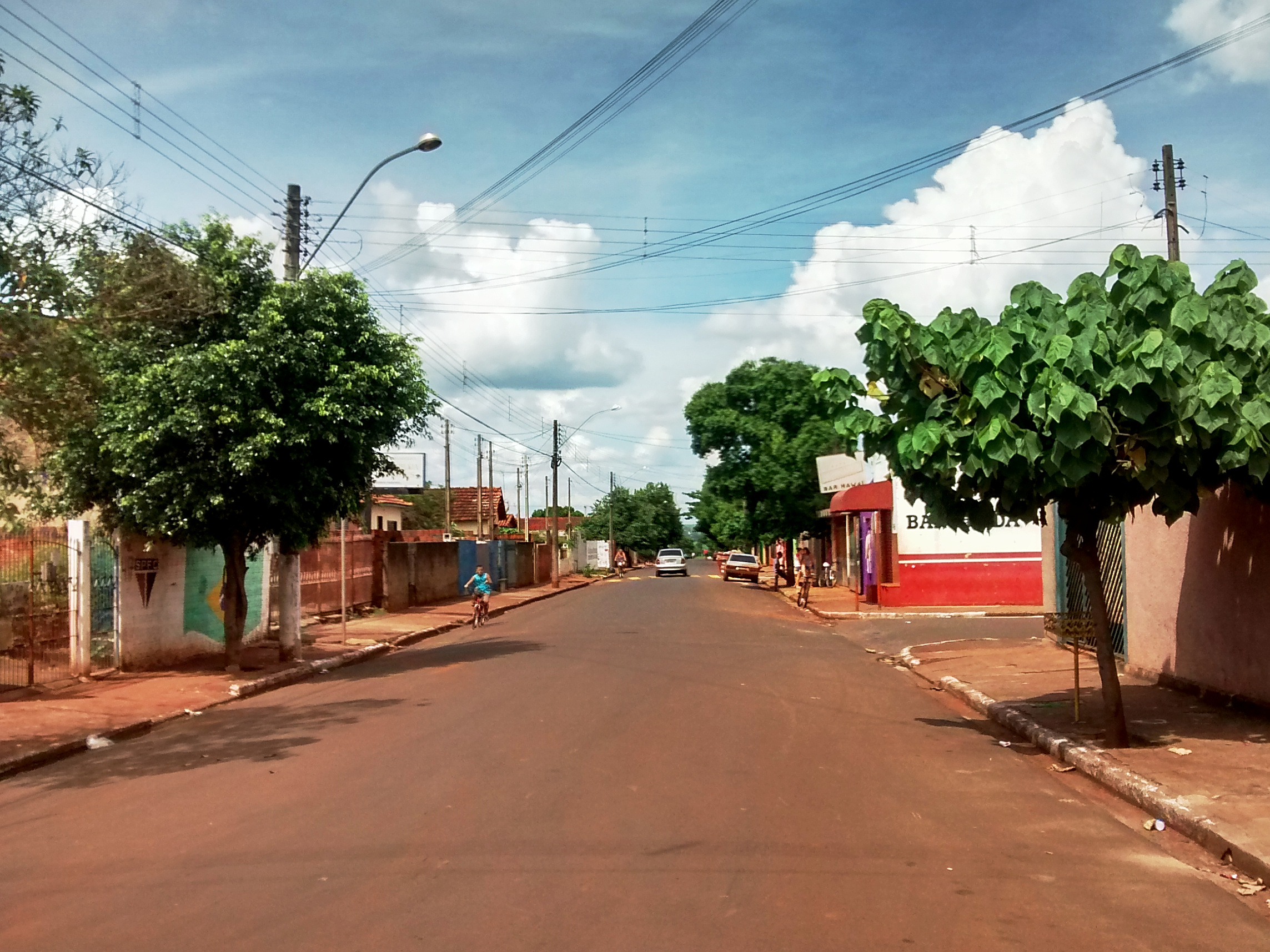
Una strada nel centro di Palmital.